# Бужор (Галац)
Бужор (рум. Bujor) насеље је у Румунији у округу Галац. Oпштина се налази на надморској висини од 137 m.

## Становништво
Према подацима из 2011. године у насељу је живело 7532 становника.